# Bandera de Kiribati
La mitad superior de la bandera de Kiribati es de color rojo con una fragata de oro (Fregata minor, en gilbertés: te eitei) volando sobre un sol naciente dorado (otintaai), y la mitad inferior es de color azul con tres franjas horizontales onduladas de color blanco, para representar el océano Pacífico y los tres grupos principales de islas (Gilbert, Fénix y la Línea). Los 17 rayos de sol, representan a las 16 islas Gilbert y a la isla Banaba (antes conocida como Ocean).
La bandera de Kiribati es un estandarte heráldico, es decir, una bandera cuyo diseño corresponde exactamente con el escudo de armas. Este emblema fue diseñado por Sir Arthur Grimble en 1932 para la entonces colonia británica de las Islas Gilbert y Ellice.
El escudo de armas se remonta a mayo de 1937, cuando le fue concedido a las Islas Gilbert y Ellice, como Kiribati y Tuvalu se conocían entonces. Este escudo fue incorporado en el vuelo de la enseña azul británica para representar a las embarcaciones gubernamentales de la colonia.
Poco antes de que le fuera concedida la independencia a Kiribati en 1979, se llevó a cabo un concurso local para elegir una nueva bandera nacional, y un diseño basado en el escudo de armas colonial se presentó al Colegio de Armas, que decidió modificar ligeramente el diseño. Tanto la fragata como el sol se agrandaron para ocupar más espacio en la parte superior, y la anchura de las bandas onduladas se redujo. La población local, sin embargo, insistió en el diseño original, en el que las mitades superior e inferior de la bandera eran iguales, el sol y la fragata más pequeños, y los diversos elementos del diseño estaban delineados en negro. La nueva bandera fue izada durante las celebraciones del día de la independencia en la capital, Tarawa, el 12 de julio de 1979.
La fragata simboliza el dominio del mar, el poder, la libertad y los patrones de baile de la cultura de Kiribati. Las franjas onduladas de azul y blanco representan al océano Pacífico, que rodea a Kiribati, y el sol se refiere a la posición del país, a caballo sobre el ecuador.

## Banderas similares
Bandera del Gran Londres

## Banderas históricas

Bandera del Reino de Abemama (abril de 1884-junio de 1884)
Bandera del Reino de Abemama (junio de 1884-1889)
Bandera del Reino de Abemama (1889-1892)
Bandera Real del Reino de Abemama (1889-1892)
Bandera de las islas Gilbert y Ellice (1937-1976)
Bandera de las Islas Gilbert (1976-1979)

- Datos: Q117758
- Multimedia: National flag of Kiribati / Q117758